# Vírgula
A vírgula é um sinal de pontuação. Seu nome vem do latim "virgûla-", significando varinha, pequeno traço ou linha, tendo o termo sido dicionarizado pela primeira vez em Morais (2.ª ed., 1813) (Cunha, Antônio Geraldo da (1986). Dicionário Etmológico Nova Fronteira. Rio de Janeiro: Nova Froteira). 
Ao contrário do que se costuma pensar, a vírgula não possui a função de representar pausas na oralidade (pois isso pode ser feito sem o uso da vírgula), mas a função de separar elementos que possuem a mesma função sintática em uma oração ou elementos sintáticos entre diferentes orações, de modo a evitar ambiguidades. Por exemplo, alguém pode realizar uma pausa na seguinte situação: "Eu estava correndo (pausa) e a vi". Esse elemento de pausa na oralidade não permite o uso da vírgula (sendo mais adequado o uso das reticências, neste último caso), pois ela não ocorre antes da conjunção "e", salvo em alguns outros casos.

## Uso
A utilização da vírgula não obedece as regras absolutas (existem casos debatidos entre os especialistas em gramática) pelo qual as regras aqui expostas são um resumo do que o uso geral vem carregando a frase do verbo nominal (formal):
- para separar as coordenadas sindéticas conclusivas (logo, pois, portanto). A conjunção pois com valor conclusivo (portanto) deve geralmente vir entre vírgulas. (Ex.: Não era alfabetizado, logo, não podia ter carta de habilitação.[necessário esclarecer])
- para separar as coordenadas sindéticas explicativas (Ex.: Não fale assim, porque estamos ouvindo você[necessário esclarecer]).
- para separar as adverbiais reduzidas e as adverbiais antepostas ou intercaladas na principal.[necessário esclarecer]
- para separar as orações consecutivas.
- para isolar as subordinadas adjetivas explicativas. Geralmente, as restritivas não se separam por vírgula. Podem terminar com vírgula no caso de ter certa extensão ou quando os verbos se sucedem. Porém, nunca devem começar por vírgula. (Ex.: O rapaz, que tinha o passo firme, resolveu o problema. / O aluno que estuda, aprende.).
- usa-se quando vier em [polissíndeto] (Ex.: Fala, resmunga, chora e pede socorro)[necessário esclarecer].
- para separar elementos com a mesma função sintática (exceto se estiverem ligados pela conjunção e). (Ex.: O João, o Antônio, a Maria e o Joaquim foram passear. / Comprei um livro e um caderno. / Fui ao supermercado e à farmácia.)
- para separar orações com sujeitos diferentes (Ex.: Eles explicam seus pontos de vista, e a imprensa deturpa-os.)
- para assumir outros valores que não o aditivo (Ex.: Responderam à mãe, e não foram repreendidos. (valor adversativo)
- O filme é tão romântico e eu assisti na TV. (valor consecutivo).
- Eles gritaram, e pularam, e sorriram. (valor enfático)
- quando a conjunção pois é explicativa e equivale a porque, a vírgula coloca-se antes. (Ex.: João não foi à escola, pois estava doente.)
- quando a conjunção pois é conclusiva e equivale a portanto, a vírgula coloca-se antes e depois (Ex.: A seleção brasileira venceu as eliminatórias sul-americanas. O Brasil é, pois, um dos favoritos a ganhar a copa.).

## Alteração de significado
Uma vírgula (ou a falta dela) pode alterar completamente o significado da frase.
- José, Maria e o cãozinho Sweetie foram passear.
- José Maria e o cãozinho Sweetie foram passear.

A primeira frase implica que Maria, José e o Sweetie foram passear, e a segunda que José Maria saiu sozinho com o Sweetie para passear.
- Não, espere.
- Não espere.

- Este, juiz, é corrupto.
- Este juiz é corrupto.

- Se o homem soubesse o valor que tem a mulher, ficaria de joelhos à sua frente.
- Se o homem soubesse o valor que tem, a mulher ficaria de joelhos à sua frente.
- Não queremos saber.
- Não, queremos saber.
- Não escolha o Blim Blim, o Cafajeste.
- Não, escolha o Blim Blim, o Cafajeste.